# Frederic Mishkin
Frederic Stanley "Rick" Mishkin (n. 11 ianuarie 1951) este un economist evreu din SUA și profesor la Columbia Business School. A fost membru al Consiliului Guvernatorilor Sistemului Federal de Rezerve al Statelor Unite ale Americii (Board of Governors of the Federal Reserve System) în perioada 2006-2008.

## Primii ani
Mishkin s-a născut New York City, ca fiu al lui Sidney Mishkin (1913-1991) și al Jeannei Silverstein.  
Este căsătorit cu Sally Hammond și au împreună un fiu (Matthew) și o fiică (Laura).